# Roman Karaś
Roman Władysław Karaś (ur. 9 czerwca 1953 w Sielnicy, zm. 20 czerwca 2025) – polski polityk i prawnik, senator III kadencji.

## Życiorys
Ukończył studia prawnicze na Wydziale Prawa i Administracji Uniwersytetu Jagiellońskiego. W 1977 rozpoczął aplikację prokuratorską, a po jej zakończeniu i zdaniu egzaminu został mianowany asesorem Prokuratury Rejonowej w Brzozowie. W 1980 rozpoczął aplikację adwokacką, w 1983 podjął pracę w zespole adwokackim w tym samym mieście. W latach 90. rozpoczął prowadzenie tam własnej kancelarii notarialnej.
Jako działacz Zjednoczonego Stronnictwa Ludowego w 1989 bezskutecznie kandydował do Senatu I kadencji. W latach 1993–1997 z ramienia Polskiego Stronnictwa Ludowego zasiadał w Senacie III kadencji, reprezentując województwo krośnieńskie. Był wiceprzewodniczącym Komisji Praw Człowieka i Praworządności oraz członkiem Komisji Obrony Narodowej. Nie uzyskał reelekcji w 1997. W wyborach parlamentarnych w 2001 bezskutecznie ubiegał się o ponowny wybór. Później wystąpił z PSL. W przedterminowych wyborach w 2007 bez powodzenia kandydował do Senatu z ramienia koalicji Lewica i Demokraci, a w 2011 ubiegał się o mandat senatora z ramienia SLD. W 2019 był kandydatem Koalicji Obywatelskiej do Sejmu.

## Odznaczenia
W 2000 otrzymał Złoty Krzyż Zasługi.